# Megaselia furcellans
Megaselia furcellans är en tvåvingeart som beskrevs av Rudolf Beyer 1966. Megaselia furcellans ingår i släktet Megaselia och familjen puckelflugor. Inga underarter finns listade i Catalogue of Life.